# Aessosporon salmonicolor
Aessosporon salmonicolor är en svampart som beskrevs av Van der Walt 1970. Aessosporon salmonicolor ingår i släktet Aessosporon och familjen Sporidiobolaceae.   Inga underarter finns listade i Catalogue of Life.